# Metalia sternalis
Metalia sternalis is een zee-egel uit de familie Brissidae.
De wetenschappelijke naam van de soort werd in 1816 gepubliceerd door Jean-Baptiste de Lamarck.